# Big Fish
Big Fish is een film uit 2003 van Tim Burton met onder anderen Ewan McGregor en Danny DeVito. De film is gebaseerd op de roman Big Fish: A Novel of Mythic Proportions van Daniel Wallace uit 1988.

## Verhaal
Big Fish begint op het huwelijksfeest van Will Bloom. Tijdens een speech vertelt Edward Bloom, Wills vader, een wonderlijk verhaal dat hij beleefde op Wills geboortedag: hij ving, met zijn huwelijksring als aas, een enorme meerval. Will, die zat is van alle indianenverhalen van zijn vader, loopt boos weg en krijgt na het feest ruzie met Edward. 
Drie jaar later, in 2003, is Edward gediagnosticeerd met kanker. Daarop besluiten Will en zijn vrouw Joséphine terug te keren naar Ashton, Alabama, om de laatste periode van Edwards leven mee te kunnen maken. Aan boord van het vliegtuig herinnert Will zich een van de verhalen die zijn vader hem ooit vertelde over zijn jeugd. In dit verhaal zou een heks de jonge Edward hebben laten zien hoe hij later zou sterven. 
Bij aankomst in Ashton begint Edward, ondanks het feit dat hij al drie jaar geen direct contact heeft gehad met Will en Joséphine, direct te fantaseren over de avonturen die hij heeft meegemaakt. Zo vertelt hij dat hij ooit drie jaar in bed heeft gelegen wegens groeipijnen, en memoreert hij zijn ontmoeting met de reus Karl. Edward vertelt dat ze, nadat hij en Karl vrienden zijn geworden, besloten om samen hun ambities buiten Ashton na te jagen. 
Bij een splitsing gaat het duo echter uiteen, maar ze spreken af om verderop op elkaar te wachten. De jonge Edward volgt een pad door het moeras en stuit op het idyllische dorpje Spectre. Daar wordt hij door de inwoners, die claimen dat ze Edward verwachtten, als een held onthaald. In Spectre raakt hij bevriend met de beroemde dichter Norther Winslow en de dochter van de burgemeester, Jenny. Hoewel hij het naar zijn zin heeft in Spectre, besluit Edward toch te vertrekken om zijn dromen na te jagen. Hij belooft Jenny ooit terug te keren. 
Edward en Karl ontmoeten elkaar weer als hun wegen elkaar een tweede keer kruisen en reizen samen verder. Op een gegeven moment bezoeken ze het rondreizende Calloway Circus. Na een voorstelling raakt Edward op slag verliefd op een meisje met wie hij blikken kruist in het publiek. Edward vraagt aan de circusdirecteur Amos Colloway wie het meisje is. Om informatie te verkrijgen, besluiten Edward en Karl aan de slag te gaan in het circus. Aan het eind van iedere maand onthult Colloway één detail over het meisje aan Edward. 
Drie jaar later ontdekt Edward dat Colloway in het geheim een weerwolf is en hij wordt aangevallen door de circusdirecteur. Echter, Edward weet een confrontatie te voorkomen door de weerwolf te temmen. Nadat Colloway de volgende ochtend in zijn menselijke gedaante terugkeert, voelt hij zich beschaamd en vertelt de naam van het meisje aan Edward: Sandra Templeton, een studente aan de Universiteit van Auburn. 
Edward vertrekt naar Auburn en verlaat Karl, die een vast contract tekent bij het circus. In Auburn stalkt Edward Sandra bijna onophoudelijk. Hij gaat zelfs zover dat hij duizend gele narcissen plant, Sandra's lievelingsbloemen. Sandra onthult Edward dat zij is verloofd met Edwards jeugdvriend Don. Don slaat Edward in elkaar, wat ertoe leidt dat Sandra de verloving beëindigt en trouwt met Edward. Niet lang daarna overlijdt Don aan een hartaanval, precies zoals de heks ooit had voorspeld. 
Kort nadat Edward en Sandra samenwonen, wordt Edward opgeroepen in de Koreaanse oorlog. Hij wordt middenin een Koreaanse voorstelling gedropt om belangrijke documenten te stelen. Hij wordt echter gesnapt en dreigt gevangen te worden genomen. Gelukkig weet Edward de Siamese artiestentweeling Ping en Jing zover te krijgen om hem te helpen ontsnappen. In ruil daarvoor belooft Edward om beroemdheden van de tweeling te maken. Nadat Edward veilig is teruggekeerd naar huis wordt hij een verkoper en kruist zijn pad andermaal met de dichter Norther Winslow. Deze is aan lager wal geraakt en dwingt de onwetende Edward om mee te helpen bij een bankoverval. Edward is echter niet boos, maar besluit om Norther een gunst te verlenen en helpt hem aan een baan op Wall Street. Norther wordt een succesvolle makelaar en besluit Edward als dank tienduizend dollar te schenken. 
Ondertussen probeert Will in het heden de waarheid achter Edwards verhalen te ontdekken. Hij bezoekt Spectre en ontmoet Jenny. Jenny vertelt Will dat Edward na zijn eerste bezoek woord heeft gehouden en is teruggekeerd naar Spectre. Ditmaal met tienduizend dollar om het vervallen dorp te redden van de ondergang. Will suggereert dat Edward en Jenny een affaire hadden, de reden waarom hij zijn vader zo weinig zag. Jenny ontkent dit en vertelt dat Edward één grote liefde had voor wie hij alles deed, Sandra. 
Will keert terug naar huis, waar zijn vader een beroerte krijgt. Will gaat met hem mee naar het ziekenhuis en blijft 's nachts bij hem. Edward wordt 's nachts wakker, maar kan weinig meer zeggen. Hij vraagt Will om te vertellen hoe zijn naderende levenseinde zich gaat voltrekken. Hoewel Will hier aanvankelijk moeite mee heeft, besluit hij toch het spelletje mee te spelen. Hij fantaseert over hoe hij en zijn vader ontsnappen uit het ziekenhuis en aankomen bij de rivier, waar Edwards vrienden zich reeds hebben verzameld om hem een laatste groet te brengen. Will draagt Edward in de rivier, waarna zijn vader verandert in een meerval en wegzwemt. Een tevreden Edward knikt en overlijdt, wetende dat Will eindelijk zijn liefde voor verhalen heeft begrepen.
Voor de begrafenis van Edward keert Will samen met Joséphine en Sandra terug naar Spectre. Verbaasd ontmoet Will de vele figuren uit Edwards verhalen, die allen zijn komen opdagen voor Edwards uitvaart. Wel heeft Edward iets overdreven. Zo blijkt Karl slechts 2,27 meter te zijn en zijn ook de andere personages in werkelijkheid realistischer. De film eindigt met gesprekken tussen de personages, die ogenschijnlijk luidop vertellen over de avonturen die ze samen met Edward hebben meegemaakt.

## Rolverdeling
- Albert Finney als de oudste Edward Bloom.
  - Ewan McGregor als een jongere Edward.
  - Perry Waltson speelt Edward als kind.
- Jessica Lange als Sandra K. Bloom: Edwards vrouw.
  - Alison Lohman als de jonge Sandra.
- Billy Crudup als William Bloom.
- Marion Cotillard als Joséphine Bloom.
- Helena Bonham Carter als Jennifer Hill (Jenny). Bonham Carter speelt ook een oude heks die de jonge Bloom een visioen geeft van zijn dood.
  - Hailey Anne Nelson speelt Jenny als een achtjarige wanneer Edward haar voor het eerst ontmoet.
- Robert Guillaume als Dr. Bennett: De dokter van de familie.
- Matthew McGrory als Karl the Giant (Karl de Grote).
- Danny DeVito als Amos Calloway: Een circusartiest.
- Steve Buscemi als Norther Winslow: Een dichter uit Ashton die eigenlijk vermist werd, maar nooit meer uit het stadje Spectre is gekomen.
- Ada Tai en Arlene Tai als Ping en Jing: Siamese tweeling die optreedt voor militairen in Korea.
- David Denman als Don Price: Een jongen uit Ashton die altijd in de schaduw stond van Edward.
- Loudon Wainwright III als Beamen: De burgemeester van Spectre, en Jenny's vader.
- Missi Pyle als Mildred: Beamens vrouw.
- Miley Cyrus als acht jaar oude Ruthie. Op de aftiteling Destiny Cyrus genoemd.
- Daniel Wallace als economieleraar.
- Deep Roy als Mr. Soggybottom, de circusclown en Amos' advocaat.